# Liste des élections et des référendums à Gibraltar
 (avril 2024).
Cet article présente la liste des élections et des référendums à Gibraltar ainsi que quelques informations sur chaque scrutin.

## Résultats des élections générales

### 1950
| Parti | Parti                                           | Sièges |
| ----- | ----------------------------------------------- | ------ |
|       | Association pour la promotion des droits civils | 3      |
|       | Indépendant                                     | 2      |
| Total | Total                                           | 5      |

### 1953
| Parti | Parti                                           | Sièges | +/-        |
| ----- | ----------------------------------------------- | ------ | ---------- |
|       | Association pour la promotion des droits civils | 3      | stagnation |
|       | Parti du Commonwealth                           | 1      |            |
|       | Indépendant                                     | 1      | -1         |
| Total | Total                                           | 5      | stagnation |

### 1956
| Parti | Parti                                           | Sièges | +/-        |
| ----- | ----------------------------------------------- | ------ | ---------- |
|       | Association pour la promotion des droits civils | 4      | +1         |
|       | Parti du Commonwealth                           | 1      | stagnation |
|       | Indépendant                                     | 2      | +1         |
| Total | Total                                           | 7      | +2         |

### 1959
| Parti | Parti                                           | Sièges | +/-        |
| ----- | ----------------------------------------------- | ------ | ---------- |
|       | Association pour la promotion des droits civils | 3      | -1         |
|       | Indépendant                                     | 4      | +2         |
| Total | Total                                           | 7      | stagnation |

### 1964
| Parti | Parti                                           | Sièges | +/- |
| ----- | ----------------------------------------------- | ------ | --- |
|       | Association pour la promotion des droits civils | 5      | +2  |
|       | Indépendant                                     | 6      | +2  |
| Total | Total                                           | 11     | +4  |

### 1969
| Parti | Parti                                           | Sièges | +/- |
| ----- | ----------------------------------------------- | ------ | --- |
|       | Association pour la promotion des droits civils | 7      | +2  |
|       | Parti de l'intégration avec la Grande-Bretagne  | 5      |     |
|       | Groupe Isola                                    | 3      |     |
| Total | Total                                           | 15     | +4  |

### 1972
| Parti | Parti                                           | Sièges | +/-        |
| ----- | ----------------------------------------------- | ------ | ---------- |
|       | Association pour la promotion des droits civils | 8      | +1         |
|       | Parti de l'intégration avec la Grande-Bretagne  | 7      | +2         |
|       | Groupe Isola                                    | 0      | -1         |
| Total | Total                                           | 15     | stagnation |

### 1976
| Parti | Parti                                           | Sièges | +/-        |
| ----- | ----------------------------------------------- | ------ | ---------- |
|       | Association pour la promotion des droits civils | 8      | stagnation |
|       | Mouvement démocratique de Gibraltar             | 4      |            |
|       | Indépendant                                     | 3      |            |
|       | Parti pour l'autonomie de Gibraltar             | 0      |            |
| Total | Total                                           | 15     | stagnation |

### 1980
| Parti | Parti                                           | Sièges | +/-        |
| ----- | ----------------------------------------------- | ------ | ---------- |
|       | Association pour la promotion des droits civils | 8      | stagnation |
|       | Mouvement démocratique de Gibraltar             | 6      | +2         |
|       | Parti travailliste-socialiste de Gibraltar      | 1      |            |
|       | Parti pour l'autonomie de Gibraltar             | 0      | stagnation |
| Total | Total                                           | 15     | stagnation |

### 1984
| Parti | Parti                                           | %    | Sièges | +/-        |
| ----- | ----------------------------------------------- | ---- | ------ | ---------- |
|       | Association pour la promotion des droits civils | 44,4 | 8      | stagnation |
|       | Parti travailliste-socialiste de Gibraltar      | 34,2 | 7      | +6         |
|       | Mouvement démocratique de Gibraltar             | 18,9 | 0      | -6         |
|       | Indépendant                                     | 2,5  | 0      |            |
| Total | Total                                           | 100  | 15     | stagnation |

### 1988
| Parti | Parti                                           | %    | Sièges | +/-        |
| ----- | ----------------------------------------------- | ---- | ------ | ---------- |
|       | Parti travailliste-socialiste de Gibraltar      | 58,2 | 8      | +1         |
|       | Association pour la promotion des droits civils | 29,3 | 7      | -1         |
|       | Démocrates indépendants                         | 12,4 | 0      |            |
| Total | Total                                           | 100  | 15     | stagnation |

### 1992
| Parti | Parti                                           | %    | Sièges | +/-        |
| ----- | ----------------------------------------------- | ---- | ------ | ---------- |
|       | Parti travailliste-socialiste de Gibraltar      | 73,1 | 8      | stagnation |
|       | Sociaux-démocrates de Gibraltar                 | 20,2 | 7      |            |
|       | Parti national de Gibraltar                     | 4,7  | 0      |            |
|       | Association pour la promotion des droits civils | 2,1  | 0      | -7         |
| Total | Total                                           | 100  | 15     | stagnation |

### 1996
| Parti | Parti                                      | %     | Sièges | +/-        |
| ----- | ------------------------------------------ | ----- | ------ | ---------- |
|       | Sociaux-démocrates de Gibraltar            | 52,20 | 8      | +1         |
|       | Parti travailliste-socialiste de Gibraltar | 42,95 | 7      | -1         |
|       | Parti national de Gibraltar                | 4,68  | 0      | stagnation |
| Total | Total                                      | 100   | 15     | stagnation |

### 2000
| Parti | Parti                                                                                            | %                 | Sièges | +/-        |
| ----- | ------------------------------------------------------------------------------------------------ | ----------------- | ------ | ---------- |
|       | Sociaux-démocrates de Gibraltar                                                                  | 58,35             | 8      | stagnation |
|       | GSLP-Alliance libérale - Parti travailliste-socialiste de Gibraltar - Parti libéral de Gibraltar | 40,57 25,62 14,95 | 7 5 2  | · 2 · 2    |
| Total | Total                                                                                            | 100               | 15     | stagnation |

### 2003
| Parti | Parti                                                                                            | %                 | Sièges | +/-                                  |
| ----- | ------------------------------------------------------------------------------------------------ | ----------------- | ------ | ------------------------------------ |
|       | Sociaux-démocrates de Gibraltar                                                                  | 51,45             | 8      | stagnation                           |
|       | GSLP-Alliance libérale - Parti travailliste-socialiste de Gibraltar - Parti libéral de Gibraltar | 39,69 25,08 14,61 | 7 5 2  | stagnation · stagnation · stagnation |
|       | Autres                                                                                           | 8,8               | 0      |                                      |
| Total | Total                                                                                            | 100               | 15     | stagnation                           |

### 2007
| Parti | Parti                                                                                            | Voix                 | %                 | Sièges | +/-     |
| ----- | ------------------------------------------------------------------------------------------------ | -------------------- | ----------------- | ------ | ------- |
|       | Sociaux-démocrates de Gibraltar                                                                  | 76 334               | 49,33             | 10     | 2       |
|       | GSLP-Alliance libérale - Parti travailliste-socialiste de Gibraltar - Parti libéral de Gibraltar | 70 397 49 277 21 120 | 45,49 31,84 13,65 | 7 4 3  | · 1 · 1 |
|       | Parti démocrate-progressiste                                                                     | 5 790                | 3,75              | 0      |         |
|       | Nouvelle Démocratie de Gibraltar                                                                 | 1 210                | 0,78              | 0      |         |
|       | Indépendant                                                                                      | 1 003                | 0,65              | 0      |         |
| Total | Total                                                                                            | 154 743              | 100               | 17     | 2       |

### 2011
| Parti | Parti                                                                                            | Voix                 | %                 | Sièges | +/-        |
| ----- | ------------------------------------------------------------------------------------------------ | -------------------- | ----------------- | ------ | ---------- |
|       | GSLP-Alliance libérale - Parti travailliste-socialiste de Gibraltar - Parti libéral de Gibraltar | 85 414 59 824 25 590 | 48,88 34,23 14,64 | 10 7 3 | 3 · 3 ·    |
|       | Sociaux-démocrates de Gibraltar                                                                  | 81 721               | 46,76             | 7      | 3          |
|       | Parti démocrate-progressiste                                                                     | 7 622                | 4,36              | 0      | stagnation |
| Total | Total                                                                                            | 174 757              | 100,00            | 17     | stagnation |

### 2015
| Parti | Parti                                                                                            | Voix                  | %                 | Sièges | +/-                                  |
| ----- | ------------------------------------------------------------------------------------------------ | --------------------- | ----------------- | ------ | ------------------------------------ |
|       | GSLP-Alliance libérale - Parti travailliste-socialiste de Gibraltar - Parti libéral de Gibraltar | 101 350 70 951 30 399 | 68,52 47,97 20,55 | 10 7 3 | stagnation · stagnation · stagnation |
|       | Sociaux-démocrates de Gibraltar                                                                  | 46 545                | 31,47             | 7      | stagnation                           |
| Total | Total                                                                                            | 147 895               | 100               | 17     | stagnation                           |

### 2019
| Parti | Parti                                                                                            | Voix                 | %                 | Sièges | +/-                                  |
| ----- | ------------------------------------------------------------------------------------------------ | -------------------- | ----------------- | ------ | ------------------------------------ |
|       | GSLP-Alliance libérale - Parti travailliste-socialiste de Gibraltar - Parti libéral de Gibraltar | 83 122 58 576 24 546 | 52,50 37,00 15,50 | 10 7 3 | stagnation · stagnation · stagnation |
|       | Sociaux-démocrates de Gibraltar                                                                  | 40 453               | 25,55             | 6      | 1                                    |
|       | Ensemble Gibraltar                                                                               | 32 455               | 20,50             | 1      | 1                                    |
| Total | Total                                                                                            | 158 328              | 100               | 17     | stagnation                           |

## Résultats des élections générales partielles

### 2013
| Parti | Parti                                      | Candidats            | Voix  | %     | Sièges | +/-        |
| ----- | ------------------------------------------ | -------------------- | ----- | ----- | ------ | ---------- |
|       | Parti travailliste-socialiste de Gibraltar | Albert Isola         | 4 899 | 49,84 | 1      | stagnation |
|       | Sociaux-démocrates de Gibraltar            | Marlene Hassan Nahon | 3 927 | 39,95 | 0      | stagnation |
|       | Parti démocrate-progressiste               | Nick Cruz            | 688   | 7,00  | 0      | stagnation |
|       | Indépendant                                | Bryan Zammit         | 315   | 3,20  | 0      | stagnation |
| Total | Total                                      | Total                | 9 829 | 100   | 1      | stagnation |

## Résultats des élections européennes

### 2004
| Parties et coalitions | Parties et coalitions                           | Voix  | %       | Sièges |
| --------------------- | ----------------------------------------------- | ----- | ------- | ------ |
|                       | Parti conservateur                              | 8 297 | 69,52 % | 3      |
|                       | Parti travailliste                              | 1 127 | 9,44 %  | 1      |
|                       | Parti vert de l'Angleterre et du pays de Galles | 1 058 | 8,70 %  | 0      |
|                       | Libéraux-démocrates                             | 905   | 7,58 %  | 1      |
|                       | Parti pour l'indépendance du Royaume-Uni        | 140   | 1,17 %  | 2      |
|                       | Parti national britannique                      | 105   | 0,88 %  | 0      |
|                       | Parti de la campagne                            | 88    | 0,74 %  | 0      |
|                       | Respect - Coalition de l'unité                  | 20    | 0,17 %  | 0      |
| Total                 | Total                                           |       | 100 %   | 7      |

### 2009
| Parties et coalitions | Parties et coalitions                           | Voix  | %       | Sièges | +/- |
| --------------------- | ----------------------------------------------- | ----- | ------- | ------ | --- |
|                       | Parti conservateur                              | 3 721 | 53,30 % | 3      | =   |
|                       | Parti travailliste                              | 1 328 | 19,02 % | 0      | -1  |
|                       | Libéraux-démocrates                             | 1 269 | 18,18 % | 1      | =   |
|                       | Parti vert de l'Angleterre et du pays de Galles | 224   | 3,21 %  | 0      | =   |
|                       | Parti pour l'indépendance du Royaume-Uni        | 100   | 1,43 %  | 2      | =   |
|                       | Parti national britannique                      | 94    | 1,35 %  | 0      | =   |
|                       | Parti chrétien                                  | 70    | 1,00 %  | 0      |     |
|                       | Parti travailliste socialiste                   | 56    | 0,80 %  | 0      |     |
|                       | Démocrates anglais                              | 37    | 0,53 %  | 0      |     |
|                       | Parti des retraités                             | 26    | 0,37 %  | 0      |     |
|                       | Indépendant (Katie Hopkins)                     | 15    | 0,21 %  | 0      |     |
|                       | No2EU                                           | 12    | 0,17 %  | 0      |     |
|                       | Mebyon Kernow                                   | 8     | 0,11 %  | 0      |     |
|                       | Fair Pay Fair Trade                             | 8     | 0,11 %  | 0      |     |
|                       | Équipe du jury                                  | 6     | 0,09 %  | 0      |     |
|                       | Wai D Your Decision                             | 4     | 0,06 %  | 0      |     |
|                       | Libertas                                        | 3     | 0,04 %  | 0      |     |
| Total                 | Total                                           |       | 100 %   | 6      | -1  |

### 2014
| Parties et coalitions | Parties et coalitions                           | Voix  | %      | Sièges | +/- |
| --------------------- | ----------------------------------------------- | ----- | ------ | ------ | --- |
|                       | Libéraux-démocrates                             | 4 822 | 67,2 % | 0      | -1  |
|                       | Parti conservateur                              | 1 236 | 17,2 % | 2      | -1  |
|                       | Parti travailliste                              | 659   | 9,2 %  | 1      | +1  |
|                       | Parti pour l'indépendance du Royaume-Uni        | 290   | 4,0 %  | 2      | =   |
|                       | Parti vert de l'Angleterre et du pays de Galles | 84    | 1,2 %  | 1      | +1  |
|                       | Parti national britannique                      | 42    | 0,6 %  | 0      | =   |
|                       | Démocrates anglais                              | 24    | 0,3 %  | 0      | =   |
|                       | Une indépendance de l'Europe                    | 23    | 0,3 %  | 0      |     |
| Total                 | Total                                           |       | 100 %  | 6      | =   |

## Référendums

### 1967
Les Gibraltariens sont appelés à se prononcer quant à leur souhait de passer sous la souveraineté espagnole, tout en gardant leur nationalité britannique et avec un statut spécial pour Gibraltar à l'intérieur de l'Espagne, ou bien rester sous la souveraineté britannique, avec un statut de semi-autonomie.
| Choix                              | Votes  | %     |
| ---------------------------------- | ------ | ----- |
| Souveraineté britannique           | 12 138 | 99,64 |
| Souveraineté espagnole             | 44     | 0,36  |
| Votes blancs et nuls               | 55     | –     |
| Total                              | 12 237 | 100   |
| Électeurs inscrits / Participation | 12 672 | 95,67 |
| Source : Direct Democracy          |        |       |

### 2002
L'objectif de ce référendum est de partager la souveraineté du territoire entre l'Espagne et le Royaume-Uni.
| Choix          | Voix   | %     |
| -------------- | ------ | ----- |
| Oui            | 187    | 1,03  |
| Non            | 17 900 | 98,48 |
| Valides        | 18 087 | 99,51 |
| Blancs et Nuls | 89     | 0,49  |
| Total          | 18 176 | 100   |
| Inscrits       | 20 678 | 87,9  |

### 2006
Il s'agit d'un référendum constitutionnel visant à créer une nouvelle constitution.
| Choix          | Voix   | %     |
| -------------- | ------ | ----- |
| Oui            | 7 299  | 60,24 |
| Non            | 4 574  | 37,75 |
| Valides        | 11 873 | 97,99 |
| Blancs et Nuls | 244    | 2,01  |
| Total          | 12 117 | 100   |

### 2016
Gibraltar participe au référendum, les résultats du territoire étant agrégés à ceux de l’Angleterre du Sud-Ouest (comme pour les élections européennes). Alors que le pays vote pour quitter l’Union européenne, le territoire vote massivement y pour rester.
| Résultats du scrutin      | Résultats du scrutin | Résultats du scrutin |
| ------------------------- | -------------------- | -------------------- |
| Rester dans l'UE          | 19 322               | 95,9 %               |
| Quitter l'UE              | 823                  | 4,1 %                |
| Votes exprimés            | 20 145               | 99,9 %               |
| Votes blancs et nuls      | 27                   | 0,1 %                |
| Total des votes           | 20 172               | 100,0%               |
| Inscrits et participation | 24 119               | 83,6%                |